# Mount Heiser
Mount Heiser ist ein Berg in der antarktischen Ross Dependency. In der Queen Elizabeth Range ragt er unmittelbar nördlich des Dorrer-Gletschers auf.
Der United States Geological Survey kartierte ihn anhand eigener Tellurometervermessungen und Luftaufnahmen der United States Navy aus den Jahren von 1960 bis 1962. Das Advisory Committee on Antarctic Names benannte ihn 1965 nach dem US-amerikanischen Polarlichtforscher Paul W. Heiser Jr. (1932–2010), der im Rahmen des United States Antarctic Research Program im Jahr 1959 auf der Scott Base tätig war.